# Мокрая Балка
Мо́края Ба́лка — хутор в Новоалександровском районе (городском округе) Ставропольского края России. Находился в составе муниципального образования «Сельское поселение Светлинский сельсовет» (упразднено 1 мая 2017 года).

## География
Расстояние до краевого центра: 70 км. Расстояние до районного центра: 10 км.

## История
Хутор Мокробалковский (Мокрой Балки) возник как отселок, возникший при «урочище Мокрой Балки» в 1831 году, и первоначально именовался хутор Потапов — по фамилии одного из первопоселенцев хутора. Однако, в последующие годы этот хутор в силу, по-видимому, небольших размеров, в документах не упоминается, а несколько дворов его включались в общее число дворов хутора Кобелева, расположенного по соседству.

## Население
| 1989 | 2002 | 2010 | 2014 | 2023 |
| ---- | ---- | ---- | ---- | ---- |
| 231  | ↗308 | ↘288 | ↗300 | ↘260 |

По данным переписи 2002 года, 86 % населения — русские.

## Инфраструктура
Проблема с питьевой водой.

## Кладбище
В 300 м южнее хутора находится общественное открытое кладбище площадью 6732 м².